# Параадамін
Параадамі́н, парадамін (рос. параадамин (парадамин); англ. paradamite; нім. Paradamin m) — мінерал, основний арсенат цинку острівної будови.

## Загальний опис
Хімічна формула: Zn2(OH)[AsO4]. Склад у % (з родовища Охусла, Мексика): ZnO — 56,22; As2O5 — 40,17; H2O — 3,44. Домішки: FeO (0,45); Fe2O3 (0,12).
Сингонія триклінна. Утворює снопоподібні агрегати видовжених кристалів. Спайність досконала. Густина 4,55. Твердість 3,5—3,7. Колір світло-жовтий. Риса біла. Напівпрозорий. Блиск скляний, на площинах спайності перламутровий полиск.
Зустрічається у Мексиці (Мапімі, Дуранго).
Супутні мінерали: міметезит, адамін, ґетит, гідроґетит.
Від пара… й назви мінералу адаміну (G. Switzer, 1956).
Синоніми: парадаміт.